# Великолепетиський районний народний краєзнавчий музей ім. О. І. Ціпко
Великолепетиський селищний народний краєзнавчий музей ім. О. І. Ціпко заснований у 1975 р. місцевою мешканкою Оленою Іллівною Ціпко після її виходу на пенсію. До створення музею вона була головою колгоспу ім. Петровського Великолепетиського району (в 1960-1970-х роках) , у 1965 р. була нагороджена орденом Леніна. На заклик Олени Іллівни за рік було зібрано 4500 експонатів по ближнім селам. У 1976 р. музей отримав статус народного.
До 1992 р. музей розміщався у Будинку культури Великої Лепетихи. При переносі музею було втрачені значні музейні експонати, одна з них - статуетка Трипільської культури, знайдена неподалік селища. На цей момент від того музею залишилася лише панорама та піч.
У ?[уточнити] році музею було присвоєне ім'я його засновниці та першої директорки - Олени Іллівни Ціпко [джерело?].
Протягом ?-?[уточнити] років музей очолювала Віра Павлівна Синківська [джерело?].
У 2016 році директором комунального закладу «Великолепетиський селищний народний краєзнавчий музей ім. О. І.  Ціпко» став Микола Миколайович Марченко, історик за освітою. За його ініціативи розпочалася повна реекспозиція музею, що не була завершена до початку повномасштабного вторгнення російських військ в Україну 24 лютого 2022 р.
До 2021 р. музей носив назву Комунальний заклад «Великолепетиський районний народний краєзнавчий музей імені О.І. Ціпко» Великолепетиської районної ради Херсонської області (коротка назва - Районний музей імені О.І. Ципко), а власником була Великолепетиська районна рада. Зміна назви пов'язана з адміністративно-територіальною реформою в Україні (2015-2020 рр.).
У 2021 році в музею з’явилась філія – Князегригорівський сільський народний краєзнавчий ім. В. А. Якубова музей-філія.
Після окупації Великої Лепетихи російськими військами у 2022 р. музей фактично припинив функціювання, хоча зберігає статус юридичної особи за українським законодавством. Доступ до нього унеможливлений через встановлення оборонних споруд на березі Дніпра російськими окупантами.

## Стенди та експозиції музею
В музеї відкриті постійно діючі експозиції та стенди:
- "Про засновницю музею"
- "Історія Великолепетиського району"
- «Керівництво Великолепетиського району»
- «Люди району»
- "Грецька родина Доріза"
- "Видатні працівники району"
- "Кращі спортсмени району"
- "Кращі діячі культури району"
- "Історія населених пунктів району"
- "Економічний розвиток Великолепетищини у кінці XVIII – на поч. ХХ ст. ст."
- "Українська революція і громадянська війна"
- "Голодомор 1932-1933 років"
- "Політичні репресії 1917-1940 років"
- "Початок Другої Світової війни"
- "Оборонні бої 1941 року"
- "Окупаційний режим"
- "Остарбайтери"
- "Партизанський рух"
- "Нікопольський плацдарм"
- "Герої Нікопольського плацдарму"
- "Діти підвалу"
- декілька «Музеїв у валізі»
- "Ветерани-земляки Другої Світової війни 1939-1945 років"
- "Протистояння УПА і НКВС на Західній Україні"
- "Операція Вісла"
- "Голодомор 1946-1947 років"
- "Післявоєнна відбудова"
- "Піднята цілина"
- "Великолепетиська МТС"
- "Великолепетиське ПТУ № 22"
- "Видатні колгоспники"
- "Воїни-інтернаціоналісти"
- "Наші земляки ліквідатори аварії на ЧАЕС"
- "АТО"
- "Культура Великолепетищини 19 – поч. XX ст."
- "Культура Великолепетищини 20-30-х років ХХ ст."
- "Культура Великолепетищини у 30 – 60-ті рр. ХХ ст."
- "Культура Великолепетищини 70 – 80-х рр. ХХ ст."
- "Картинна галерея"

Також є діорами "Велика Лепетиха", "Козацький зимівник", "Бій на перевалі".

## Фонди та експонати музею
Фонд музею налічує понад 20 тисяч експонатів основного фонду і 20070 науково-допоміжного фонду, що є знахідками трипільської культури, періоду Козаччини (зокрема, козацька кобза), речі селянського побуту. Також є пам’ятки часів Голодомору, Другої світової війни, повоєнної відбудови та доби Незалежності. За роки Незалежності України кількість експонатів музею зросла в 9 разів. Музейні експонати представлені у 8 залах музею

### Актова зала
В актовій залі розміщена  "Картинна галерея", яка налічує 42 оригінальні картини виключно місцевих авторів. У лютому 2022 р. галерея поповнилась картиною Володимира Олексійовича Штанька.
Також в цій же залі розміщено виставки керамічних виробів Гіпс Н. Є.; статуеток, годинників, шкатулок, радіоелектроніки 40-90-х рр. ХХ ст. тощо. Крім того, в Актовій залі розміщено "Лапідарій".
У 2021 р. лапідарій музею поповнився новим експонатом - верхньою половиною половецької баби ХІ-ХІІ ст., яку житель Малої Лепетихи Косатий Микола Петрович знайшов у фундаменті сараю під час його розбору. Працівники музею виготовили підставку під неї, і нижню половину половецької «баби» ХІ-ХІІІ ст. ст. знайденої Вдовиченком Василем Дмитровичем на глибині 2-х м у фундаменті купленого ним будинку навпроти лісництва у Великій Лепетисі. Вона має подібну конфігурацію, але має менший масштаб. Також різниться матеріал, з якого вони виготовлені: великолепетиська з піщаника, а малолепетиська з вапняка. Крім того знайдена Вдовиченком вкрита різьбою, а знайдена Косатим - ні .

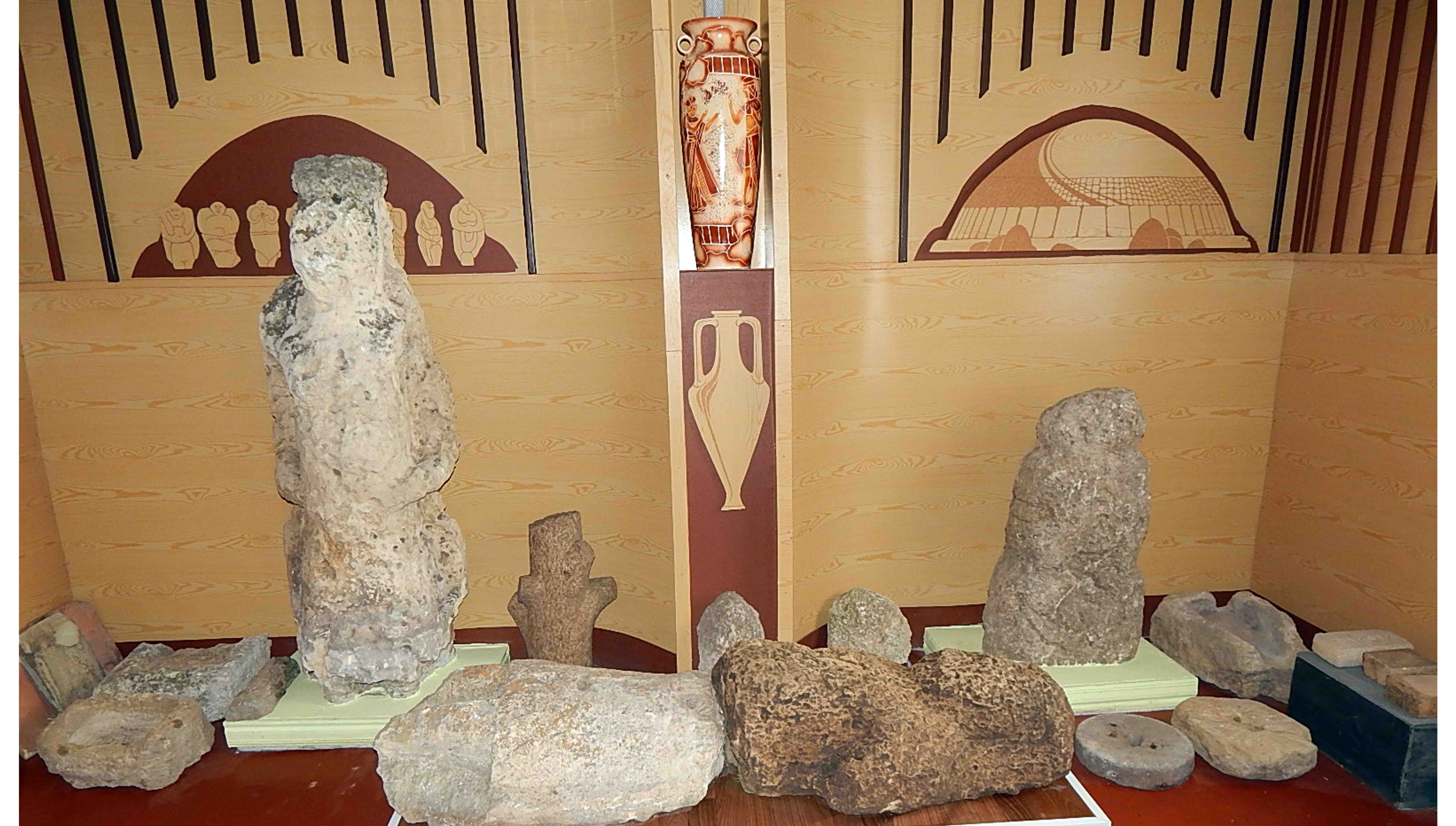
Лапідарій Великолепетиського музею ім. О.Ціпко

Таким чином, у лапідарії музею є (за даними 2021 року) скіфська силуетна «баба» IV ст. до н. е., привезена з Князе-Григорівки; половецька «баба» ІХ-Х ст. ст., знайдена на вул. Островського у Великій Лепетисі, яка довгий час стояла біля Великолепетиського селищного центрального будинку культури; дві  половини половецьких «баб». Також є дві голови від половецьких «баб», єврейський надгробний пам’ятник у вигляді частини сучкуватого дерева, жертовник, два круги від жерновів, три ємкості з каменю для поїння худоби,  два витесані камені для цоколя будинку ХІХ ст., гарман та два його фрагмента і фрагмент гірлянди від першого облицювання обеліска слави у Великій Лепетисі . Також в є виставка черепиці, яка складається з 82 штук, серед яких дві з Марселя, і три з Вітебська , чотири шматки старослов’янської цегли плінфи, вогнетривка цеглина кінця ХІХ ст. англійської фірми «RAMSAY» кінця ХІХ ст., цегла 40-х років ХХ ст., 61 черепичина ХІХ – поч. ХХ ст. (кожної в одному екземплярі) тощо , черепичина з сусіднього с. Петрівка з написом «Черепичный заводъ Петровка», чотири румунського виробництва з зображеннями тварин на поверхні.
Три з них однієї фірми: «INDUSTRIA DE LUT GHIRIS-ARIES-TURDA» MARKA FABRICEI з зображенням буйвола червоного кольору; «INDUSTRIA DE LUT DIN GHIRIS-ARIES-TURDA» MARKA FABRICEI з зображенням бика червонуватого кольору; «INDUSTRIA DE LUT DIN GHIRIS-ARIES-TURDA» MARKA FABRICEI з зображенням вівці червонуватого кольору. Четверта фірми «MUSOHONG», Br №22417 INGOJ №383 з зображенням слона червоного кольору. Такої ж фірми у лапідарії є черепичина з зображенням слона червоного кольору, але з іншою назвою, і місцем розміщення слона. Вона знайдена в Херсоні, і подарована музею краєзнавцем Сергієм Пилипенком. На ній написано: «MUSOHONG» INGOJ-BANAT-PATENT №253 .

### Зал "Вітальня"
Експозиції зали "Вітальня" розповідають про засновницю музею, виникнення населених пунктів, району, історію церков району.
Зал "Вітальня" включає дві кімнати. У першій кімнаті розміщено стародавню ікону, зразки одягу, рушників, вишиваних картин, керамічних і фарфорових виробів, станки, зернотерка і точильний станок, колесо від воза і виставка інструментів червонодеревника Лисенка Г. Г. Унікальною старовинною річчю є зернотерка, адже під час голодомору 1932-1933 рр. всі зернотерки віднімались і навмисно ламались радянською владою, щоб люди не могли самостійно молоти зерно.
У другій кімнаті розміщені шафа, трюмо, ліжко, дві скрині, три тарілки, коробка від чаю, плаття, 2 ікони, рушники, карнизи, кіот XVIII ст. з іконою, що, ймовірна, була створена до XVIII ст. Церковна ікона була знайдена на старому горищі, а згодом відновлена місцевими майстрами.
У кімнаті встановлені два манекени в одязі козака і польської дівчини, саморобні дерев’яні стіл і стілець. Є ікона, вишита бісером – дарунок місцевої мешканки Німченко Таїсії Наумівни. Також є обереги, вишивані картини, рушники, килим ручної роботи, горщики, обереги і гобелен з зображення Божої матері з Ісусом Христом.
У залі «Вітальня» розміщені експозиції «Історія населених пунктів району», «Історія Великолепетиського району», «Про засновницю музею», «АТО» та «Воїни інтернаціоналісти». А також виставки керамічних, металевих і дерев’яних виробів XVIII-XX ст., в тому числі скриня, зброя і боєприпаси, бронежилет, прапори, одяг на манекені, значки, фурнітура часів війни в Афганістані та АТО.  Також у залі «Вітальня» представлені 13 картин місцевих авторів.

У переході між залами «Вітальня» і «Сучасного періоду» розміщено манекен воїна-афганця в повному вбранні з нагородами і озброєнням (автомат дерев’яний, все інше справжнє); діорама «Бій на перевалі», афганські горщик, платок, рюкзак, набір касет і дискет з афганськими піснями. Тарілки на стіні - фабричні німецькі тарілки фірми “Бона” кін. ХІХ  - поч. ХХ ст.

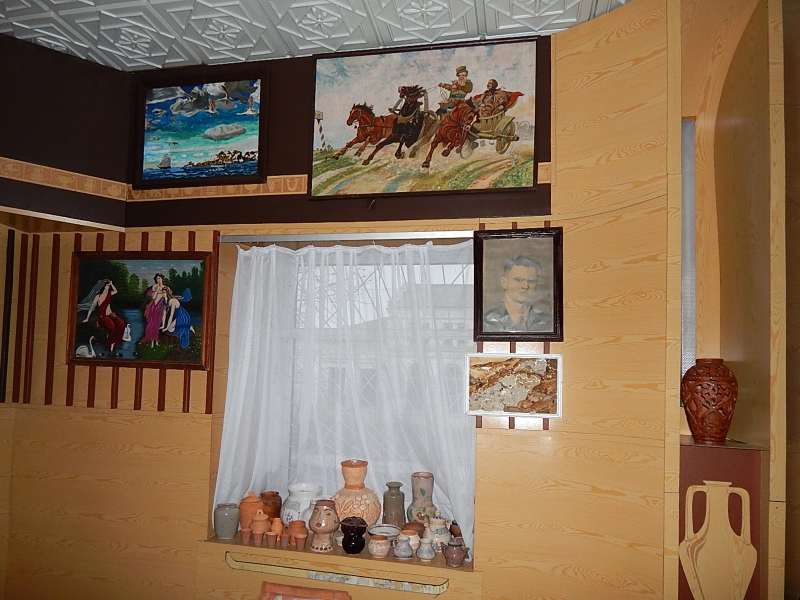
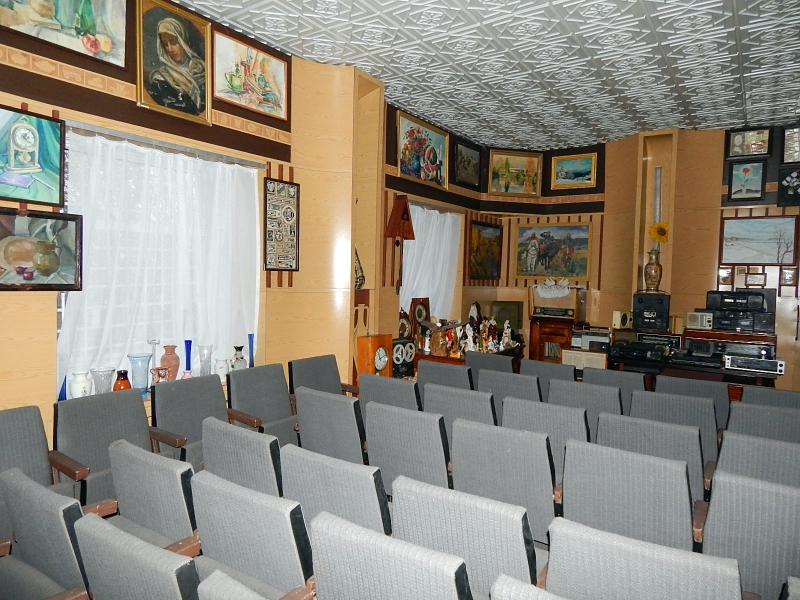
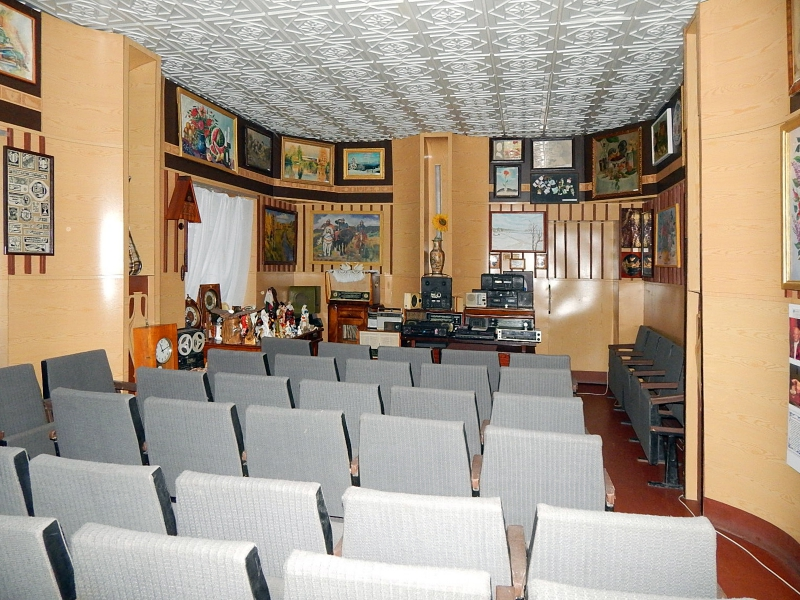
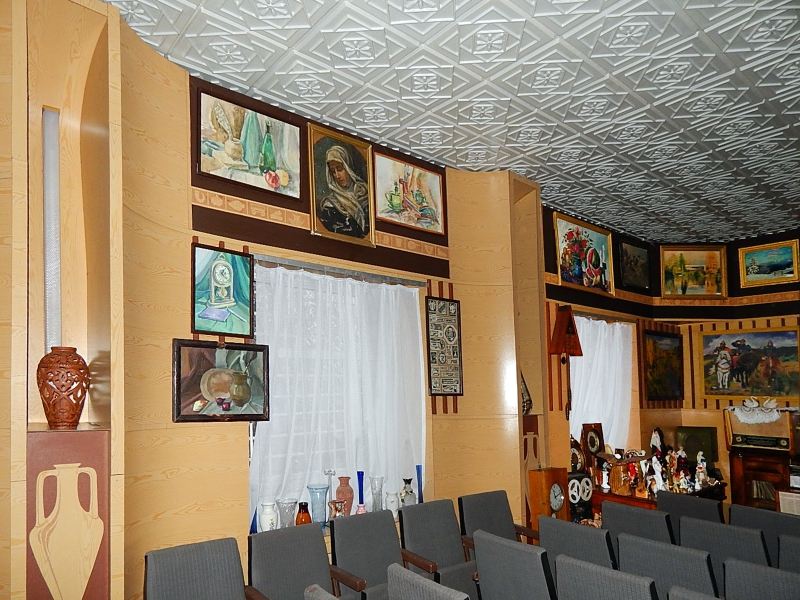

### Зал "Прадавнє минуле"
У залі представлені стенди і експозиції про археологічні культури, економічний, політичний і культурний розвиток Великолепетищини від прадавніх часів до поч. XX ст.
У залі "Прадавнє минуле" розміщені:
- археологічні знахідки - представлені сокирами часів пізнього палеоліту, кремнієвими виробами палеоліту-неоліту, кістяними знаряддями мезоліту-неоліту, кам’яними теслами і сокирами, часів мезоліту-енеоліту, фрагментами посуду неоліту-бронзового віку,  посудом, мотиками, сокирами тощо бронзового віку. Особливо широко представлений скіфський час. Намисто з мідним дзвіночком, два мідні браслети, чаша для благовонь і прясло з поховання скіфської жінки, бронзові вістря стріл, фрагменти посуду, опаленої долівки, долото тощо.Також у залі представлені артефакти з кімерійського царського кургана, що був знайдений і розкопаний на території Херсонської області у 1913-1915 році. В кургані були знайдені пояс, сережки, кокошник, браслети, навершя для коней. Сам курган був жіночим, що було встановлено по знайденим у ньому речам. Також музейниками була знайдена кістка - ймовірно, похованої цариці. В експозиції можна подивитися її відновлений жіночий образ.
- предмети побуту - дві виставки під склом посуду, столового срібла, горщиків, пляшок, самовар фірми "Батишев і сини" з підносом, горщики, ступки, піддужний дзвінок 1817 року, скриня, корзини, кошолки, велика бібліотека книг XIX – початку XX століття, бандура XX століття,  виставка одягу XVIII-XIX століть, в тому числі на двох манекенах, колекція рушників, платків, салфеток, медаль і печатка старости села, окуляри, ціпок XIX - початку XX століть тощо.
- знаряддя виробництва - ткацький станок, тіпач, прялки, веретена, чесала, плуг, ярмо для волів,
- військові експонати - макет козацького зимівника, Одяг козака, бандура, шабля, кавалерійський карабін 1-ї половини XIX століття, 3 ядра, кистень, алебарда, люлька тощо
- експонати тваринного світу - у залі можна ознайомитися з останками звірів, які коли-небудь мешкали на території сучасної Лепетихи: корови, осли, олені, лосі, кабани, жирафи, верблюди, страуси, носороги, яки, тури та біли слони. На виставці є такі цікаві речі, як два відбитки риби, 2 мушлі, півтора десятки зубів гіпаріонів, хребець кита цетотерія, яким 10-12 млн років. Декілька мільйонів років мушлям і кісткам білого слона.

Також у залі є діорама «Велика Лепетиха».
У 2021 р. при створенні нових стендів та експозицій "Економічний розвиток Великолепетищини у кінці 18 – на поч. ХХ ст. ст." та "Грецька родина Доріза" було використано нові технологічні підходи. Кожна з фотографій і кожен з фотодокументів розміщені на пластинах з ПВХ і дерев’яних рамках різної висоти, які представлені на стендах вперемішку з експонатами тощо .

### Зал «Декоративно-ужиткове мистецтво»
Відкриття зали «Декоративно-ужиткове мистецтво» відбулось 21 грудня 2018 року. До  створення і наповнення експонатами  нової зали долучилося багато жителів Великолепетиського району .  У листопаді 2021 р. у залі  створено виставку шкатулок .

### Зал "Українська хата"

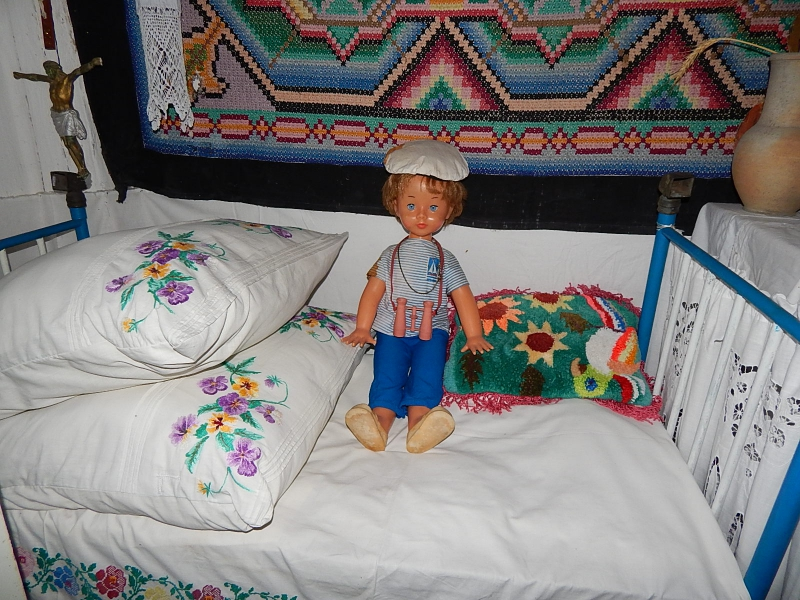
Лялька-морячок, експонат зали "Українська хата"

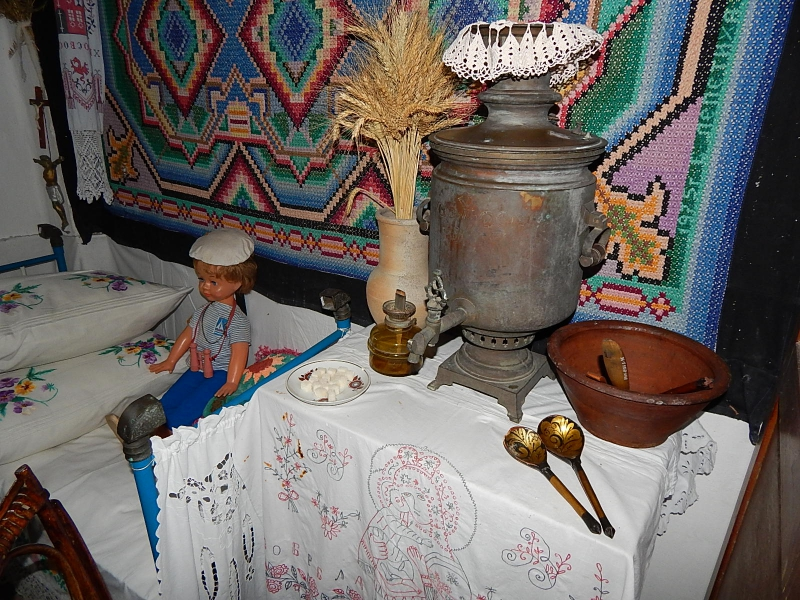
Зал "Українська хата"

Експозиції зали "Українська хата" розповідають про побут бідної частини населення Лепетищини наприкінці XVIII – на початку ХХ століть. В залі представлені ступки XVIII і XIX століття, три ікони, діжка з цільного ствола дерева, маслобійки, ємності для зберігання сала, праники, рубелі, дерев’яні ложки, скриня, самовар, одяг пастуха, рушники, піч і всі необхідні для випікання хліба і приготовлення їжі інструменти, лапті, постоли, ятір, праски, замки і ключі, різноманітні інструменти для зважування, шафа, дзеркало, гобелен на мотив 1912 року, рушники та покривала, коромисла, ослінчики, стільці, лава початку XX століття, ікони, кадила тощо, люлька, ліжко, застьоли тощо .
Оформлення зали було завершено у листопаді 2021 р.

Колекція музею була поповнена у грудні 2021 р. подарунком ляльки-морячка, що належала місцевій мешканці Надії Прокопівні Лич  і була подарована її племінницею Галиною Павлівною Зінченко  . Серед експонатів зали є також інші подарунки родини Г.П. Зінченко: радіола «Рекорд 314» з платівкою, монети, значки, горщик, вишита наволочка для подушки, прикраси для трюмо тощо .

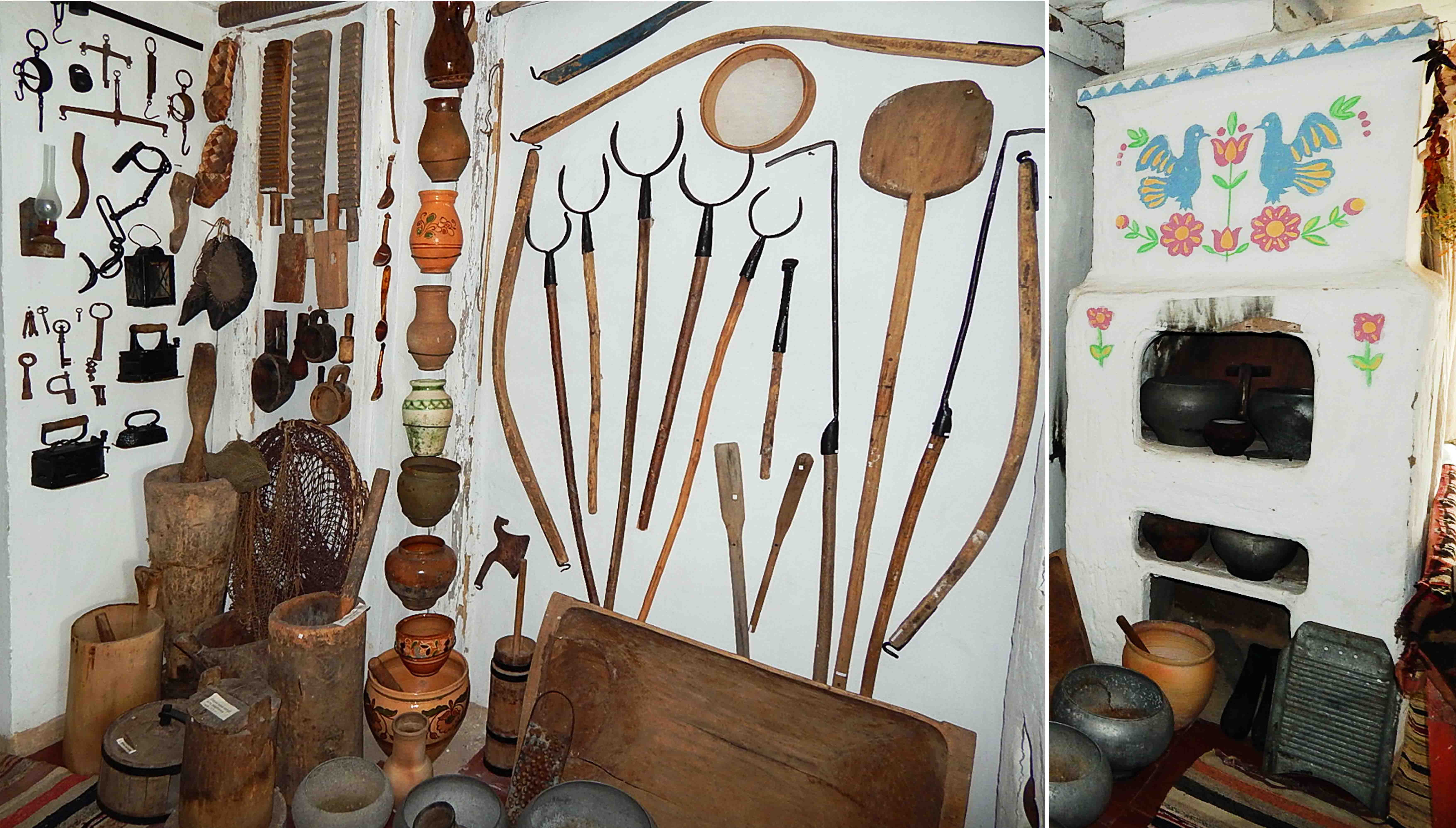
Експозиції про побут бідної частини населення Лепетищини у кін. XVIII – на поч. ХХ ст.
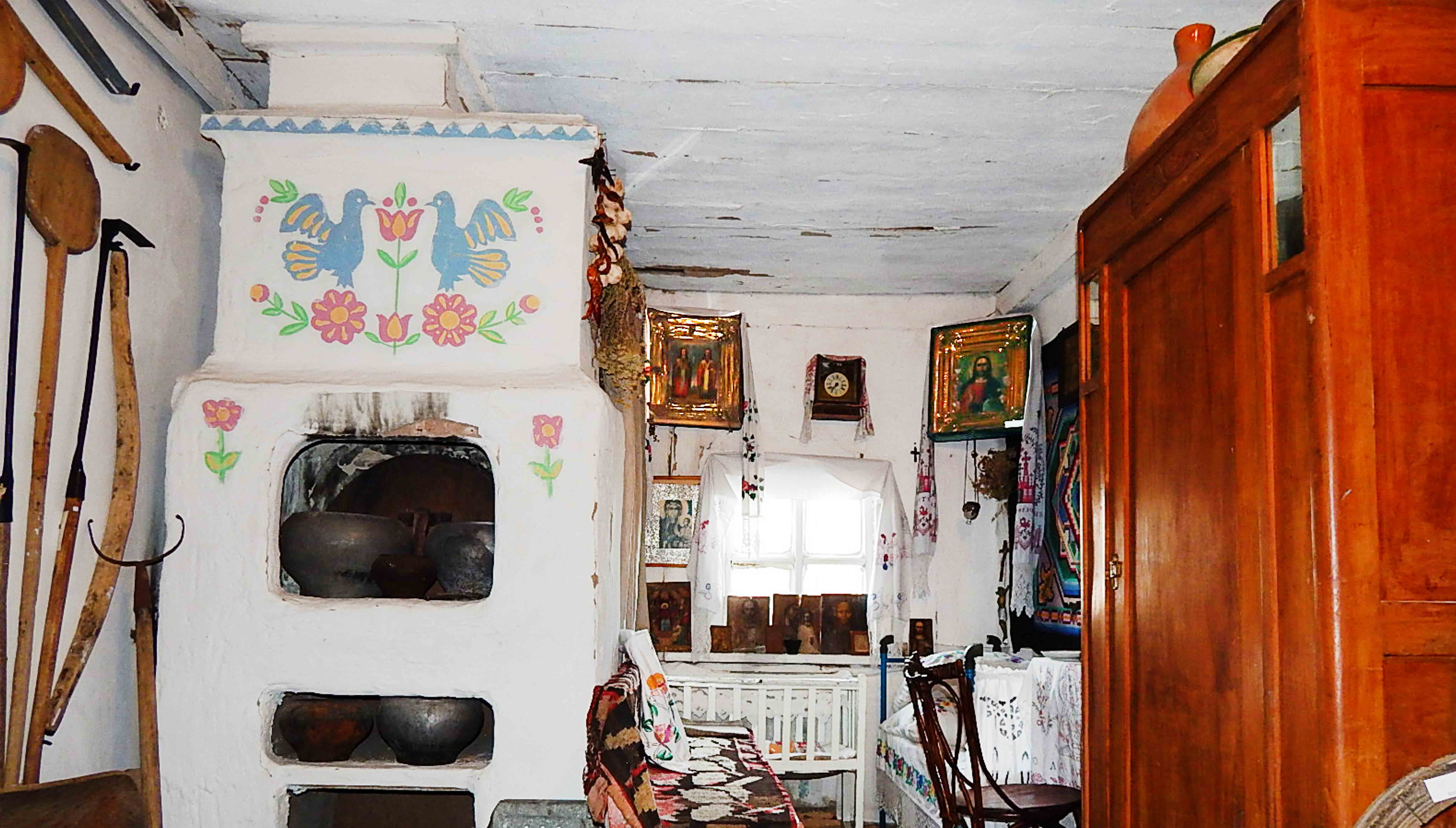
Оформлення зали «Українська хата»
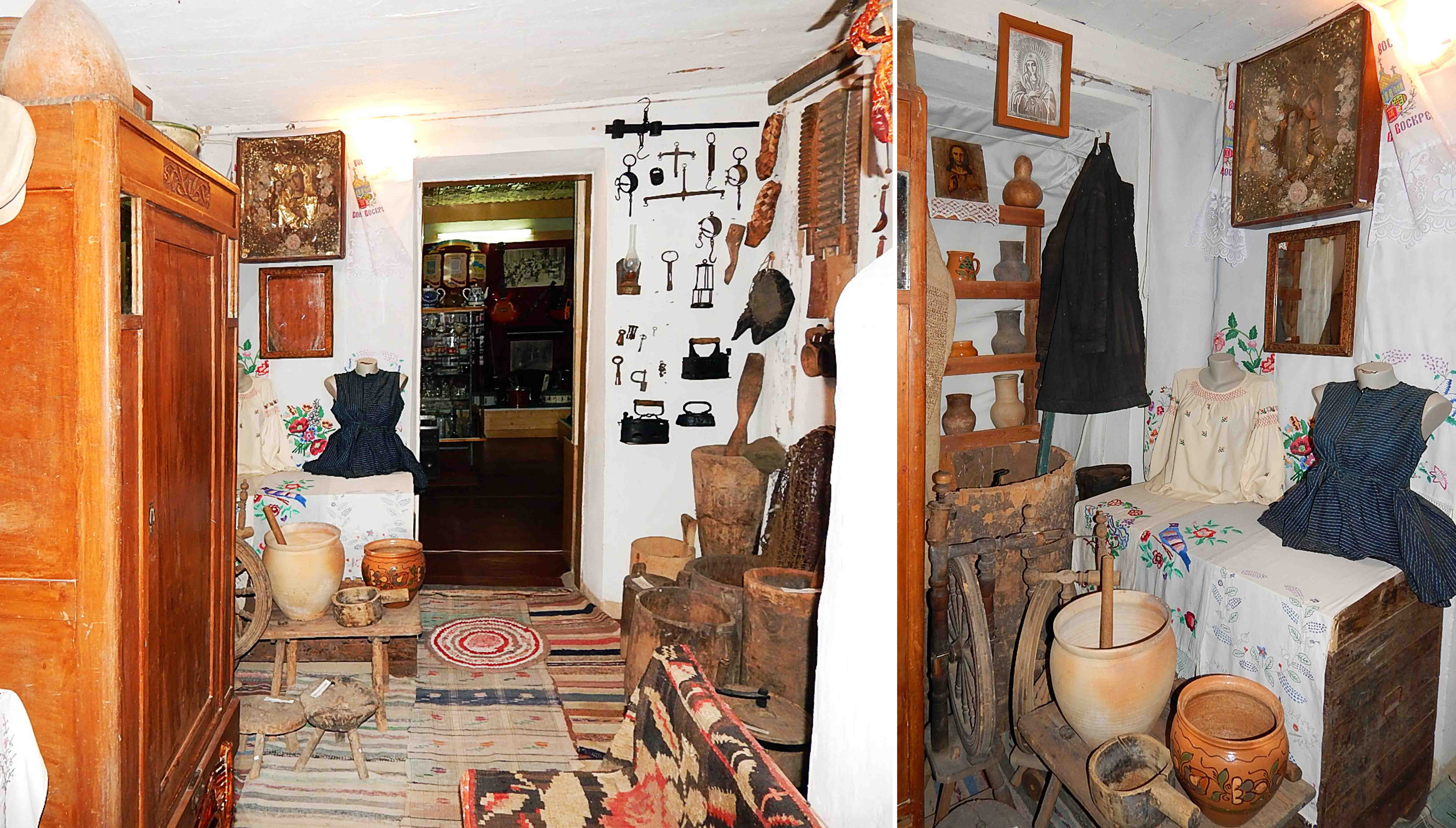
Побут бідної частини населення Лепетищини у кін. XVIII – на поч. ХХ ст.
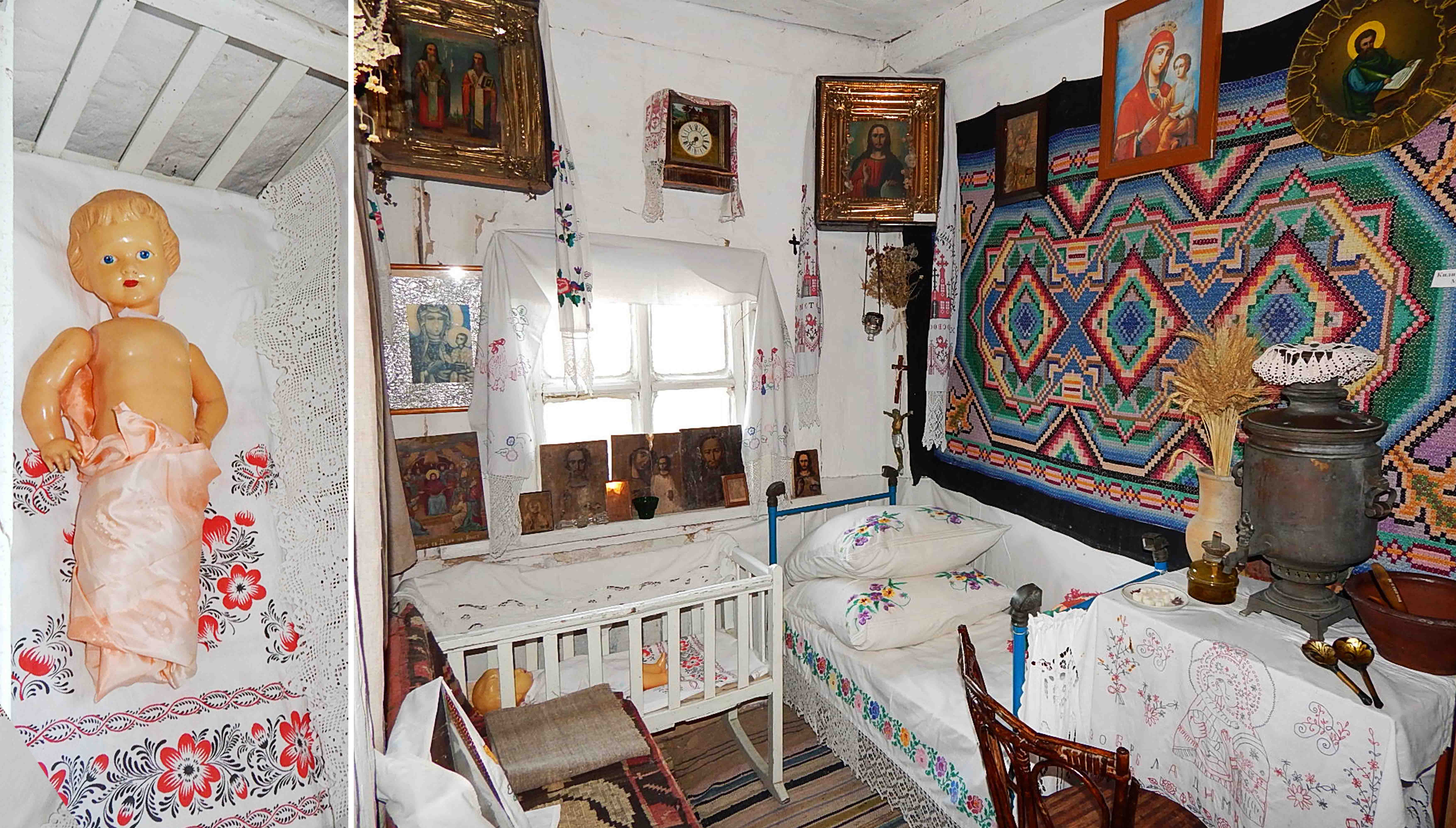
Оформлення зали «Українська хата»

### Зал "Сучасність"
У цій залі є експозиції:
- «Українська революція і громадянська війна» (в оформленні бляхи часів гетьманату і австро-угорська, наган, гроші тих часів, макет «Тачанка» тощо);
- «Колективізація», яка складається зі стендів «Великолепетиська МТС» (в оформленні використано плуг, причіпний пристрій, грамоту в рамці, почесну книгу, статуетку і рахівницю; «Культура Великолепетищини 20-30-х років ХХ ст.» (в оформленні використано скрипку пікколі, кларнет, дві труби від патефонів, «музей у валізі» про Ольгу Дорізо (альбом 1906-1917 рр., шляпка, віяло, туфлі, сумочка з документами, писемні приналежності тощо); виставка інструментів, якими робили колективізацію: коси, серпи, дерев’яні (на 3, 4, і 5 зубів) та металічні вила, батоги, ціп, ярмо для волів, соломорізка, пристрій для перевезення снопів тощо [1]. Всього експозиція налічує 45 сільськогосподарських інструментів і 43 заламіновані копії старовинних фотографій [17].
- «Голодомор 1932-1933 років» (в оформленні використано зернотерки, У фондах музею зберігається довідка про купівлю хати розкуркуленого Пилипа Лича, фото підписання контрактаційної угоди у с. Велика Лепетиха (1933 рік) [18]
- «Політичні репресії 1917-1940 років» (в оформленні використано зернотерки, друкарська машинка «Мерседес» і дворучна пилка, статуетка Дзержинського, портрет Сталіна, книги М. М. Марченка, місцеві документи)[1]

Також зала сучасного періоду присвячена воєнним сторінкам історії краю. Темі Другої світової війни  присвячені експозиції «Початок Другої Світової війни», «Оборонні бої 1941 року», «Окупаційний режим», «Остарбайтери», «Партизанський рух», «Нікопольський плацдарм», «Герої Нікопольського плацдарму», «Діти підвалу», «Ветерани-земляки Другої Світової війни 1939-1945 років».
В оформленні цих експозицій реконструйовані гвинтівка Мосіна, автомат ППШ і німецька гвинтівка Маузер; фрагменти кулеметів Дегтерьова, «Максима», МП 38, 40, 42, ПТР, фаустпатрон, гвинтівок СВТ, Мосіна, руминки і Маузера, ракетниця. Величезна колекція снарядів, мінометних, протитанкових і авіаційних мін воюючих сторін, в тому числі 100-кілограмова радянська авіабомба, частина німецького збірного укриття з оцинкованих дуг, боєприпаси, спорядження, різноманітні гранати, взуття німецького єгеря тощо. Є виставка одягу і спорядження на 3-х манекенах. Тут також представлений «Музей у валізі» - валіза воїна, який повернувся з війни з речами, нагородами, подарунками тощо. Дитяча довоєнна іграшка «вантажний автомобіль».
У фондах музею зберігається 48-сторінковий рукопис військовослужбовця 24-ї гвардійської стрілецької дивізії Миколи Івановича Шматова, учасника визвольних боїв  на території України у 1943-1944 р. Центральною темою рукопису є битва, що точилась на території сучасного Великолепетиського району протягом жовтня 1943 р. - лютого 1944 р..
Також у залі "Сучасність" представлені експозиції:
- «Відбудова»,
- «Голод 1946-1947 років»,
- «Операція Вісла» (в експозиції використано кірогаз, патефон, мішечки з бавовною, терези тощо, «музей у валізі») [1]
- «Піднята цілина» (документи, нагороди, газети і журнали, особисті речі цілинників тощо);
- «Великолепетиське ПТУ № 22» ( в оформленні використано велику модель комбайна «Колос», вимпели зернозбирального загону «Ентузіаст» тощо) [1];
- «Видатні колгоспники» (в оформленні використано прапор переможця соцзмагання 1967 року, стрічки кращі колгоспники, вимпел кращій доярці тощо) [1];
- «Ліквідатори аварії на ЧАЕС» (в оформленні використано ЗЗК, протигази, три макети в різному військовому одязі, на одному взуті ботинки зі свинцевою вставкою у підошву, тощо)[1]. У 2021 р. експозиція поповнилась подарованим Сергієм Олександровичем Романенком знаком МВС України «20 років Чорнобильської катастрофи» та вітальні листівки міністра МВС з присвоєнням йому спеціальних звань лейтенанта і капітана[20]
- «Люди району» (в оформленні використано макети ракети, літака, книги, альбоми та розгортки) [1];
- «Керівництво Великолепетиського району» ( в оформленні використано постійно-діючу виставку поробок з природного матеріалі, картини Караван Вікторії Вікторівни і її учнів) [1];
- «Видатні працівники району»,
- «Кращі спортсмени району»,
- «Кращі діячі культури району» ( в оформленні використано «Музей у валізі» Зайцева В. К., який тривалий час керував спортом у районі, в якому розміщено його бутси, тарілку «Олімпіада – 80», фотографії, панаму, рушник, афішу і м’яч з підписами гравців Динамо Київ тощо [1];
- «Музей у валізі» Марченка М. М. «50 днів в США», в якому розміщено маленький прапор США, прапор США вишитий для нього учнями школи, в якій він стажувався, вирізки з американської і місцевої газет про нього, та фотоальбом; кубки, медалі, грамоти, виставка фотографій тощо. По центру розміщено 10 ящиків під склом (в два ряди з двобічними стендами між ними) з виставками зброї, спорядження, грошей, значків і пам’ятних медалей, «Піонерія» «Фермерський рух» тощо. А під ними телевізори, радіоли, радіоприймачі, магнітофони і відеомагнітофони, комп’ютери, ротатор, друкарські машинки, фото і кінотехніка тощо. Між ними – павільйонна фотокамера «Саммер». А в кінці стіл секретер з швейними машинками «Зінгер» і «Подолянка» [1]
- У лютому 2022 р. завершилась робота над переоформленням стенда "Воїни інтернаціоналісти". Більшість фотографій «афганців» згруповані в два блоки по 8 світлин в А4 форматі. Крім того між ними і нижче розміщені фото колажі Лисенка Віктора і Філіпенка Сергія Андрійовича в тому ж форматі. Поруч з останнім фото колажі Мошенця Володимира Григоровича і миротворців Земляного Олексія Сергійовича і Меткалова Юрія Івановича, які перебували в миротворчій місії ООН в Іраці[21] В останньому рядку розміщені заламіновані фотографії на могилах загиблого Мєдвєдєва Олександра Миколайовича (1987), і померлих після повернення з Афганістану додому Зубача Василя Олексійовича (1990), Шекмара Василя Васильовича (1997), Завадського Сергія Олександровича (2003), Бровка Петра Петровича (2005), Коноваленка Віктора Леонтьєвича (2008), Мішанина Миколи Григоровича (2014), і Полиги Віктора Петровича (2016), Рябченка Анатолія Андрійовича (2021). Фотографія Писаренка Григорія Вікторовича на груповій фотографії воїнів інтернаціоналістів. Також є стенд з подарованими Земляним Олексієм Сергійовичем музею куфією (арафаткою), егалем, баклажкою, алюмінієвою кружкою, солдатським котелком, гранатометом тощо та подарованим ним М. М. Марченку набором іракських монет [21]

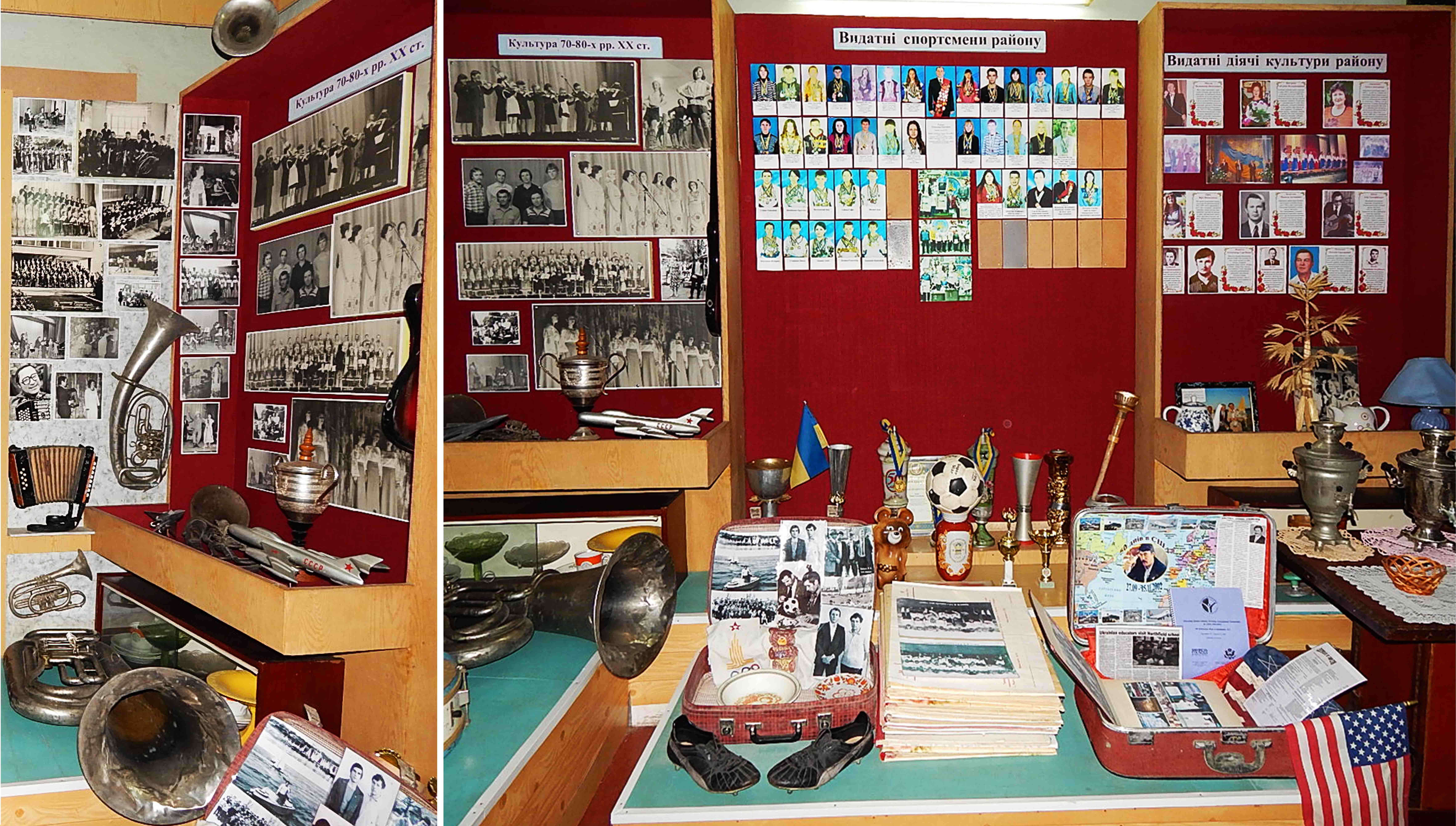
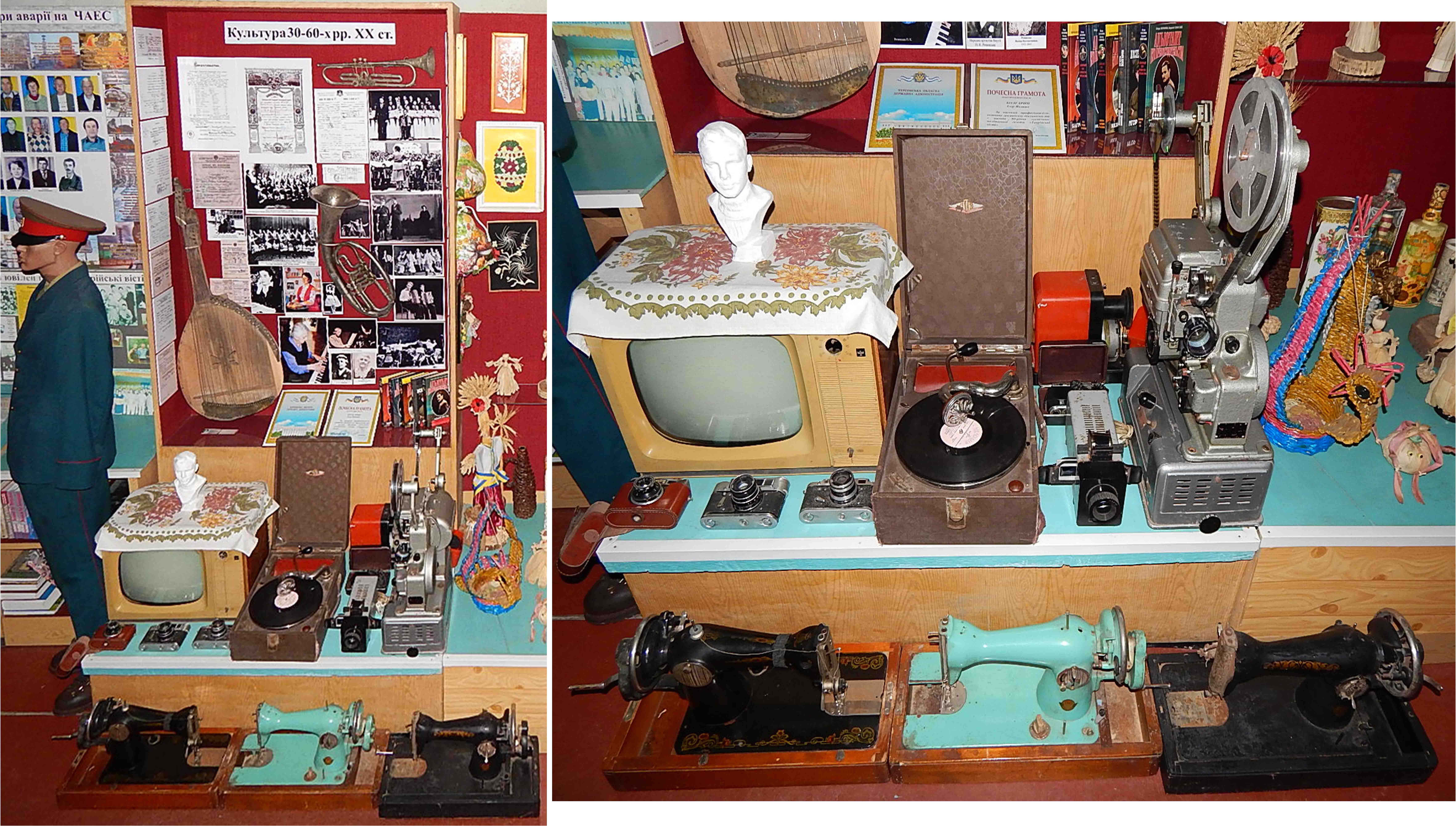
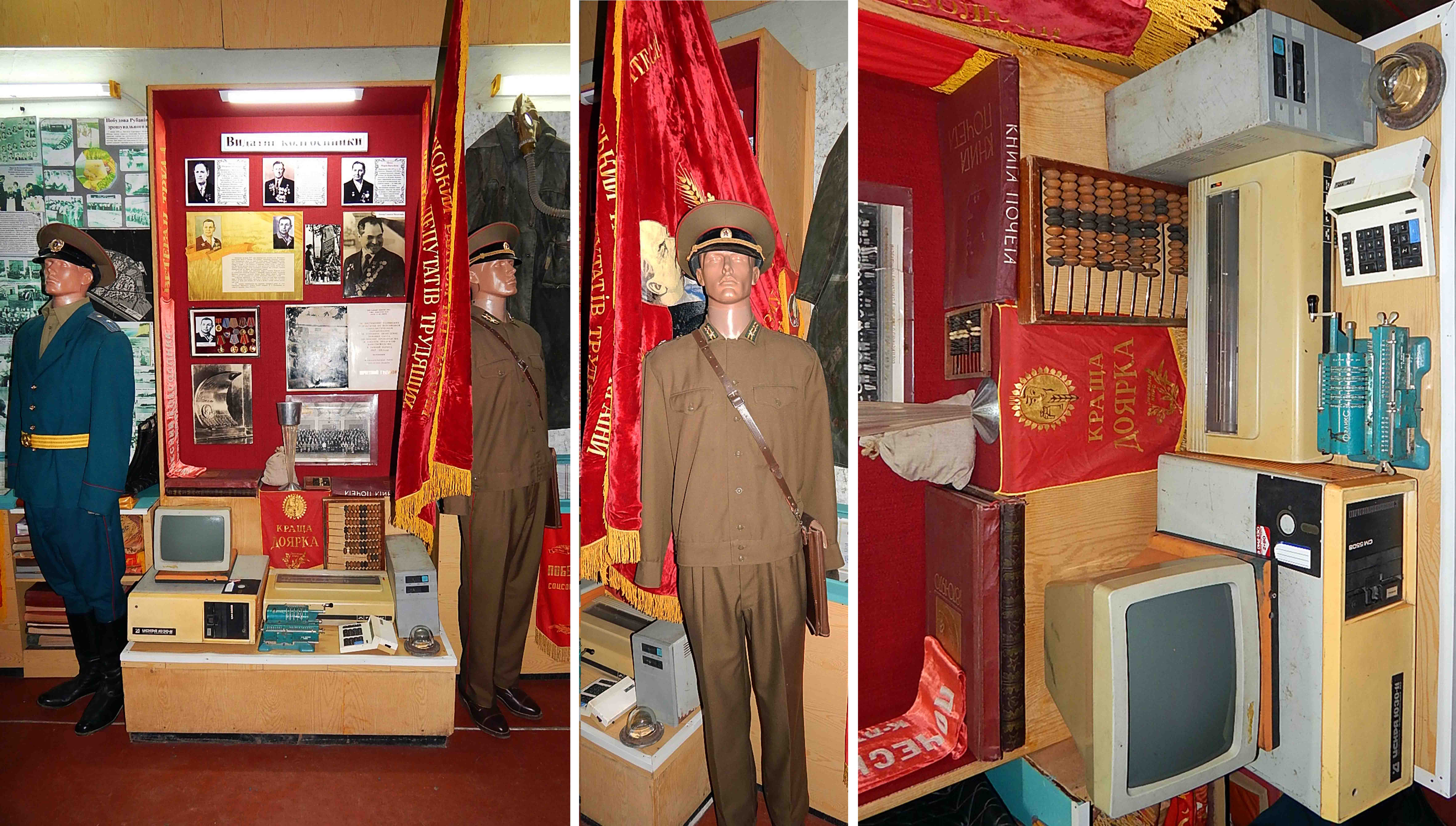
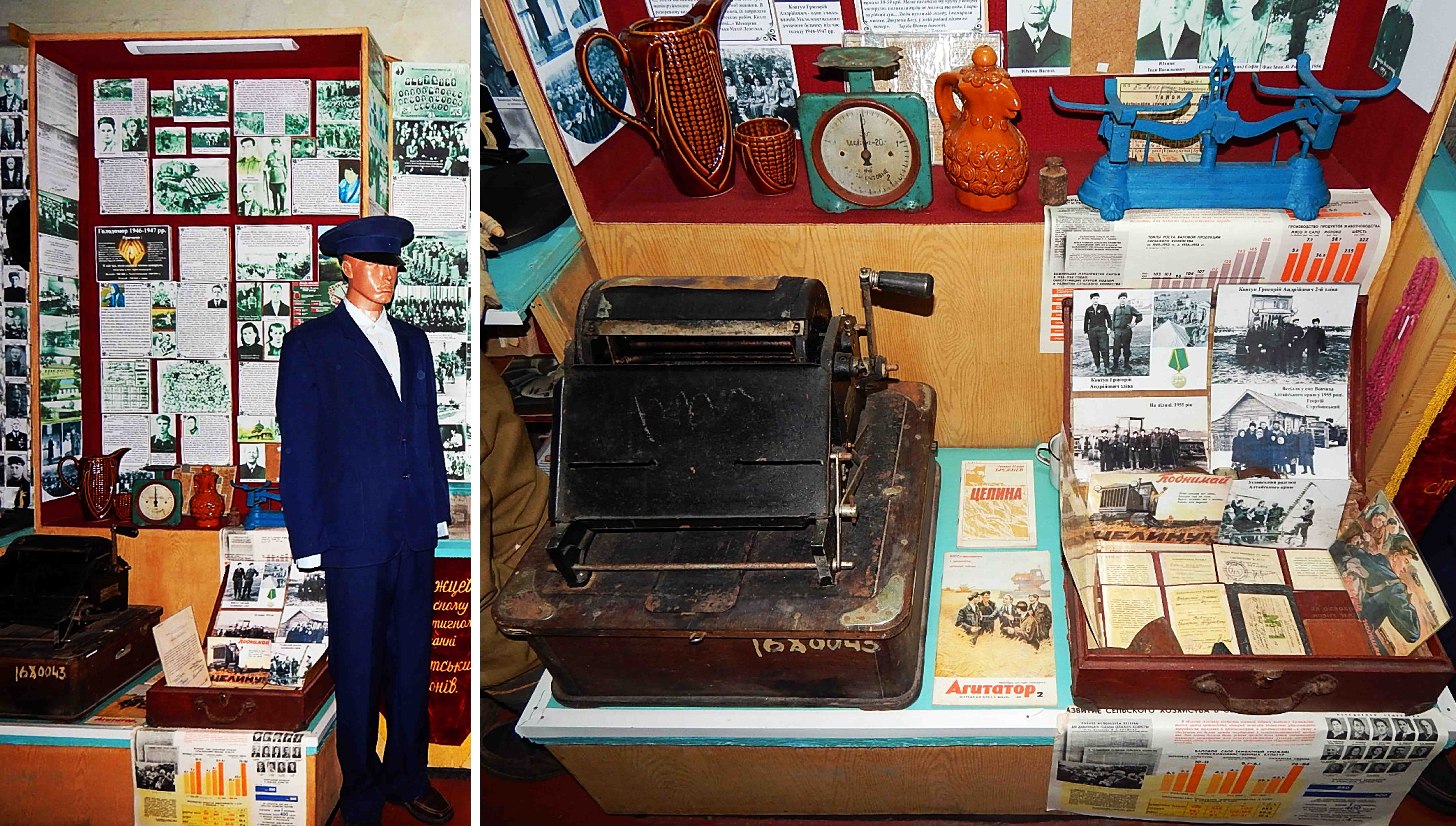
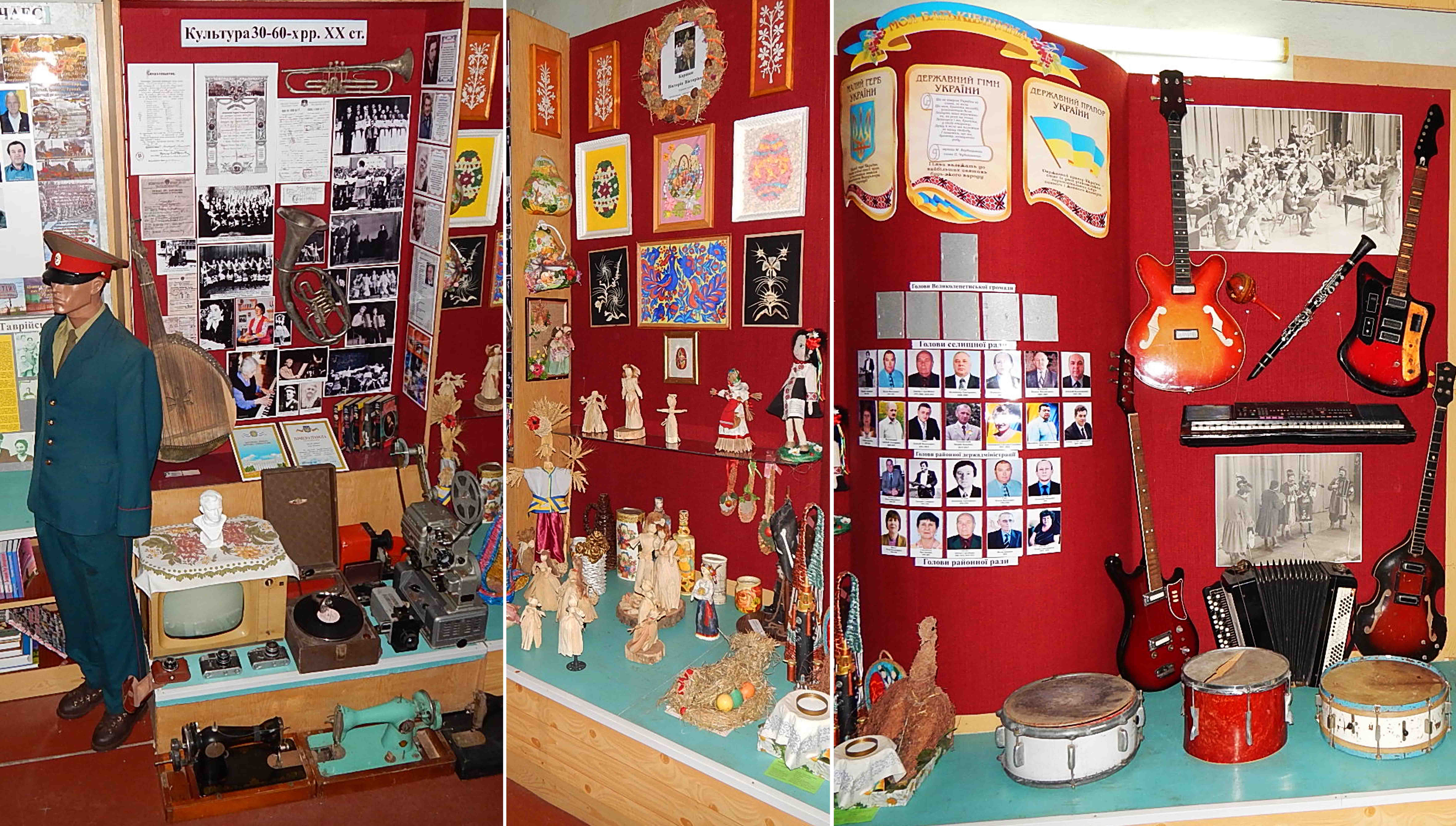
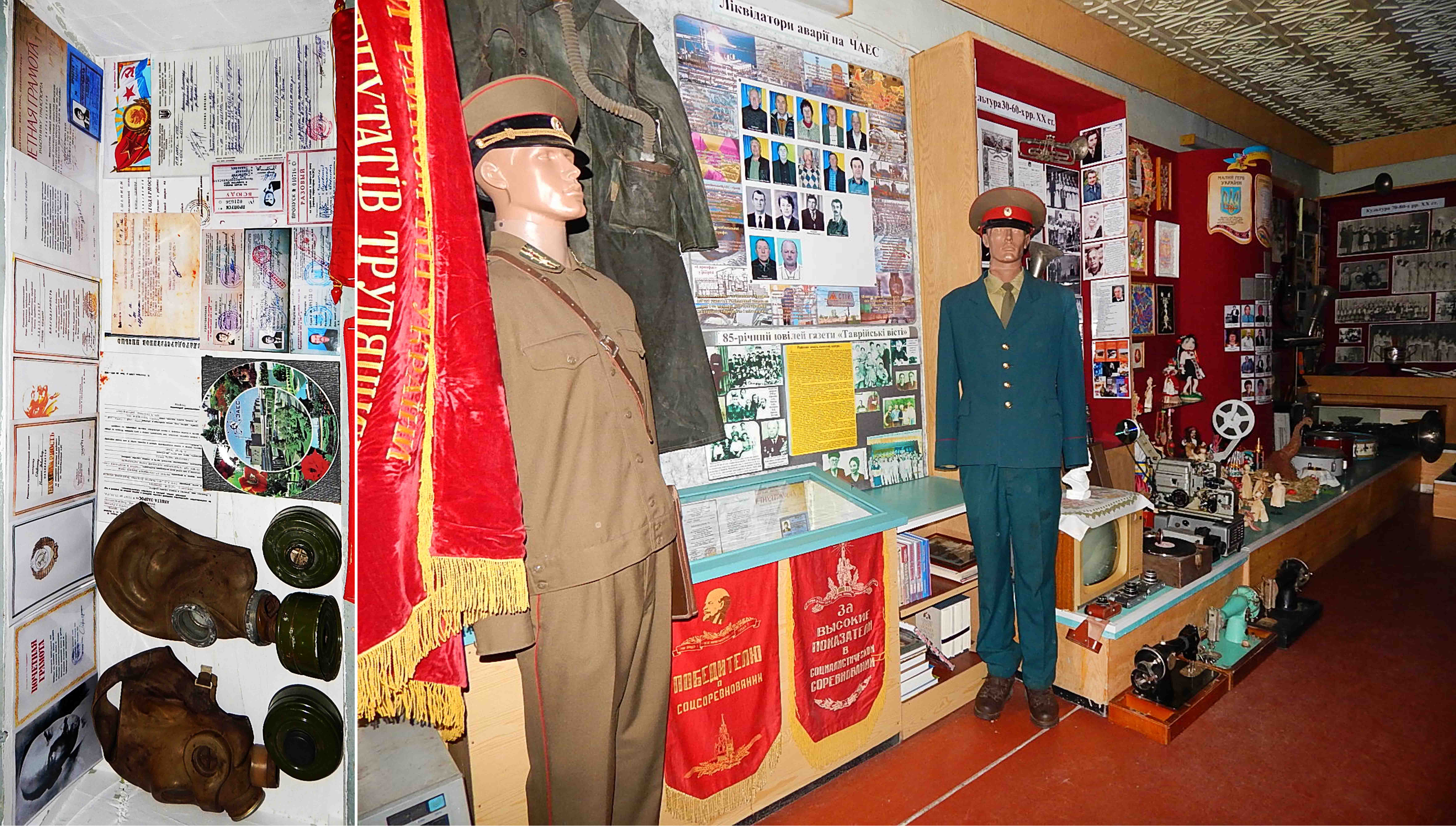
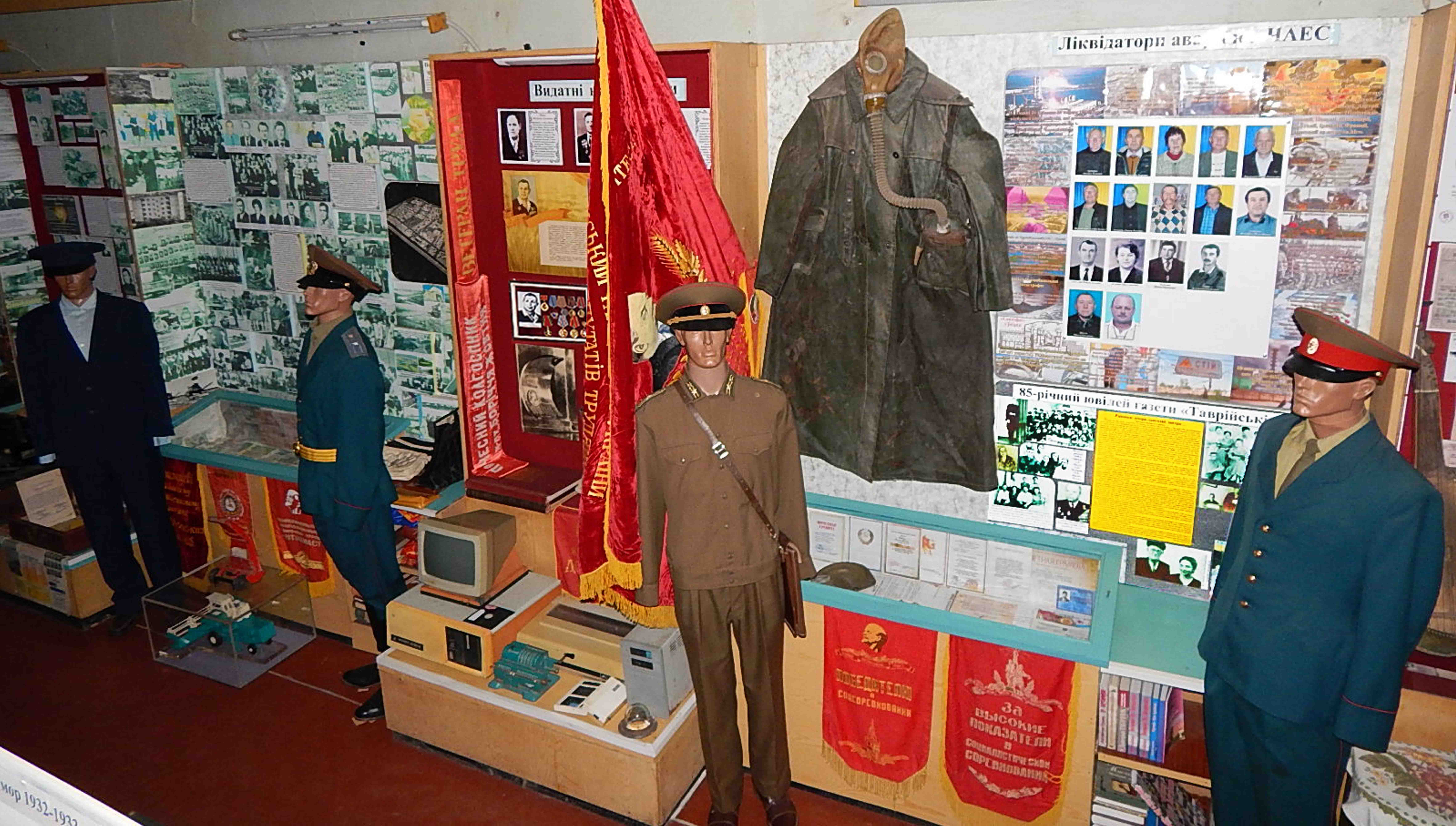
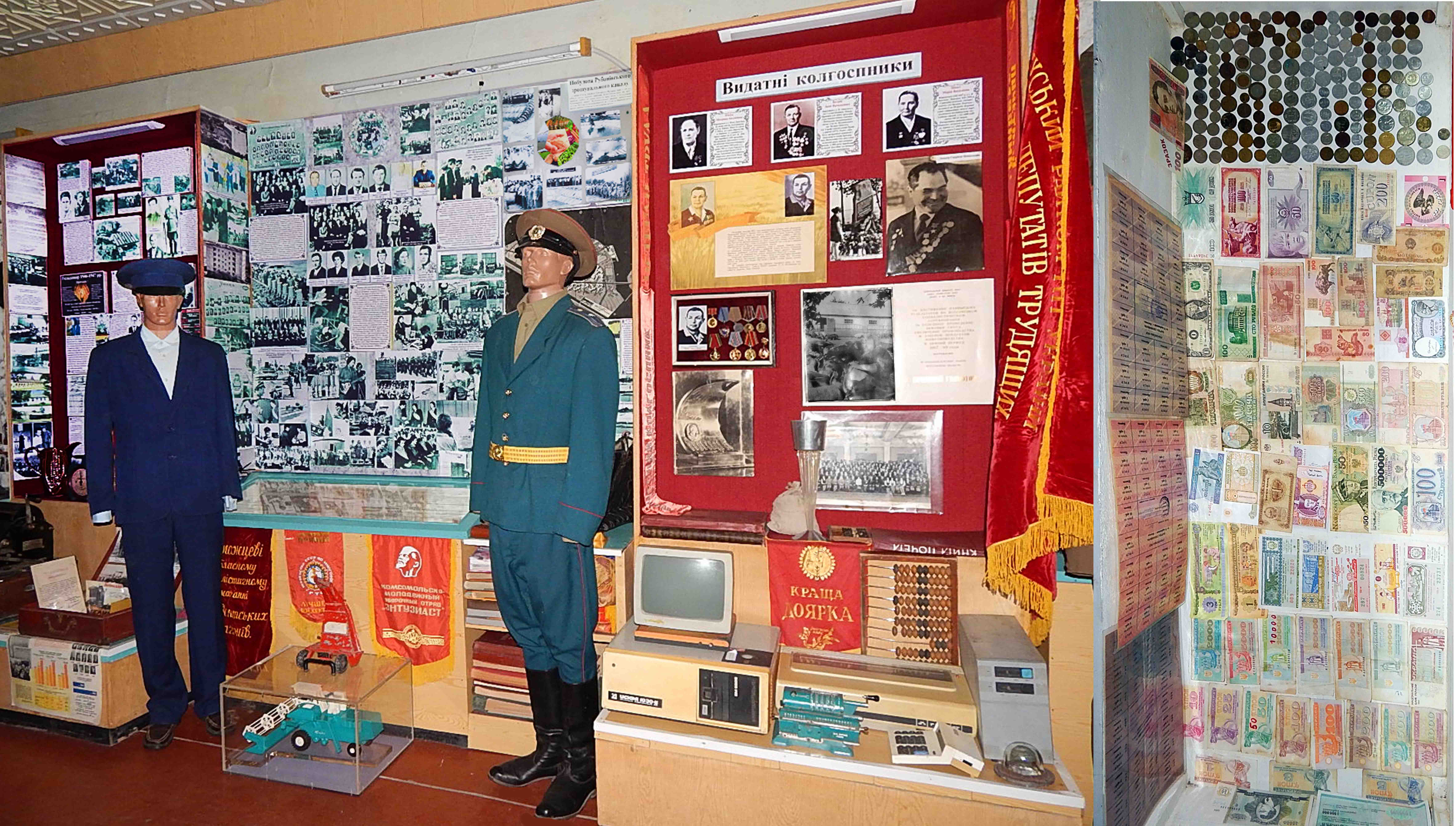
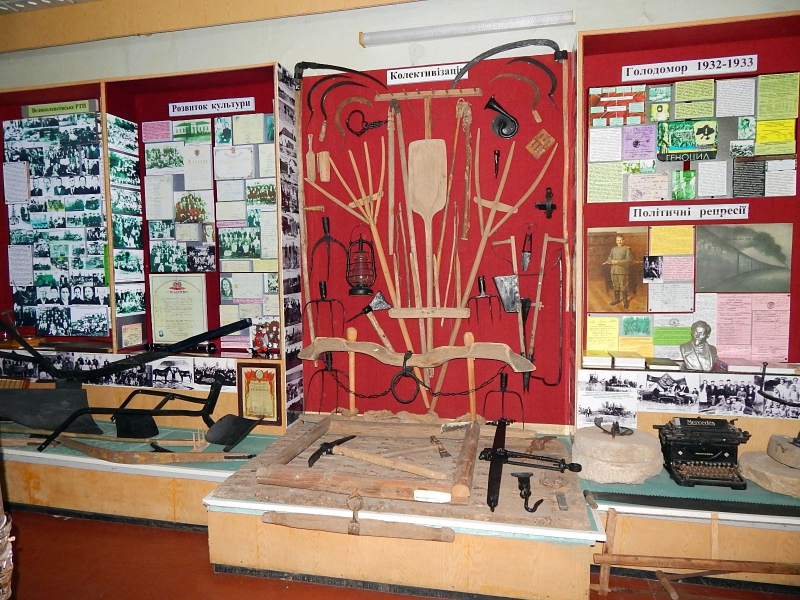
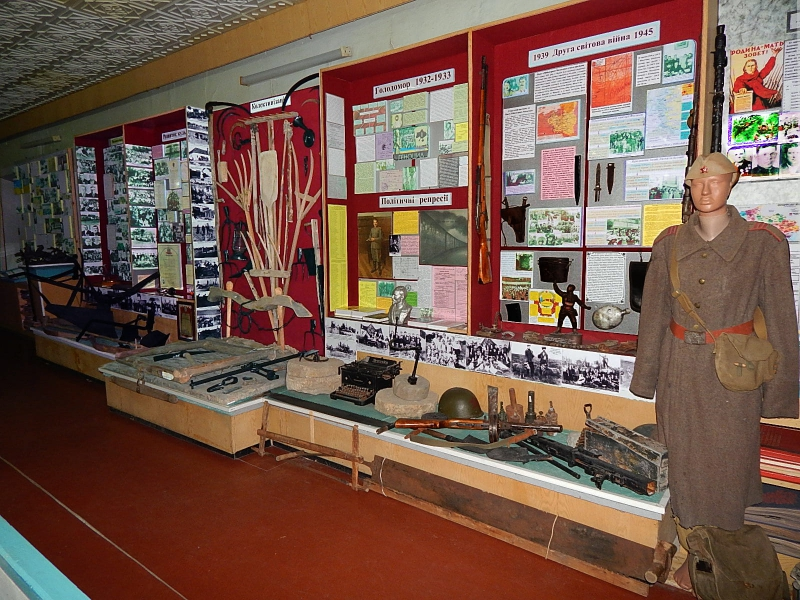
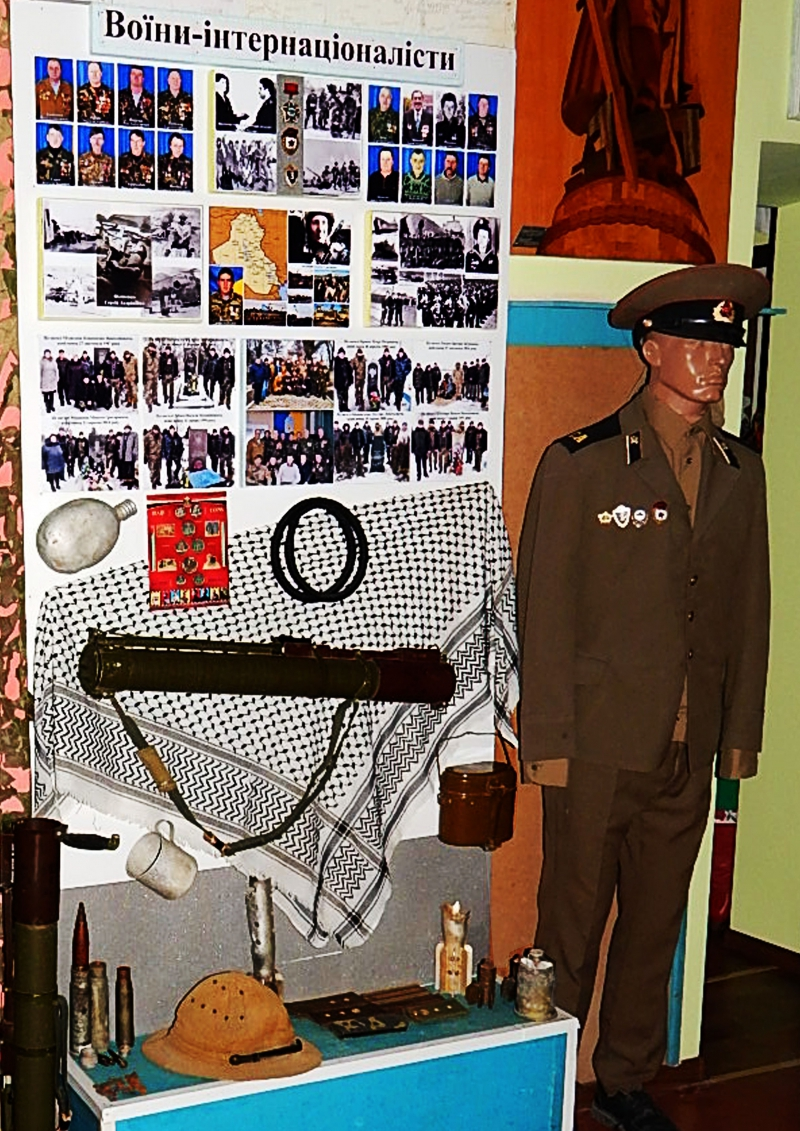
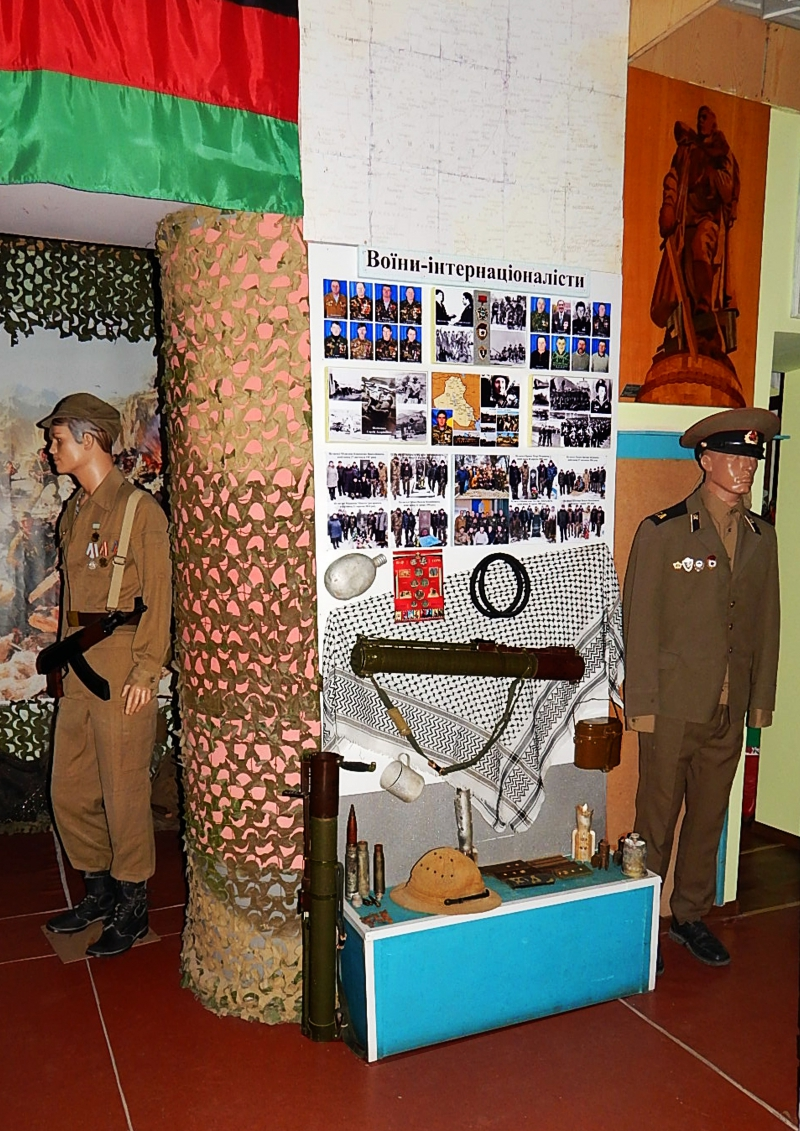
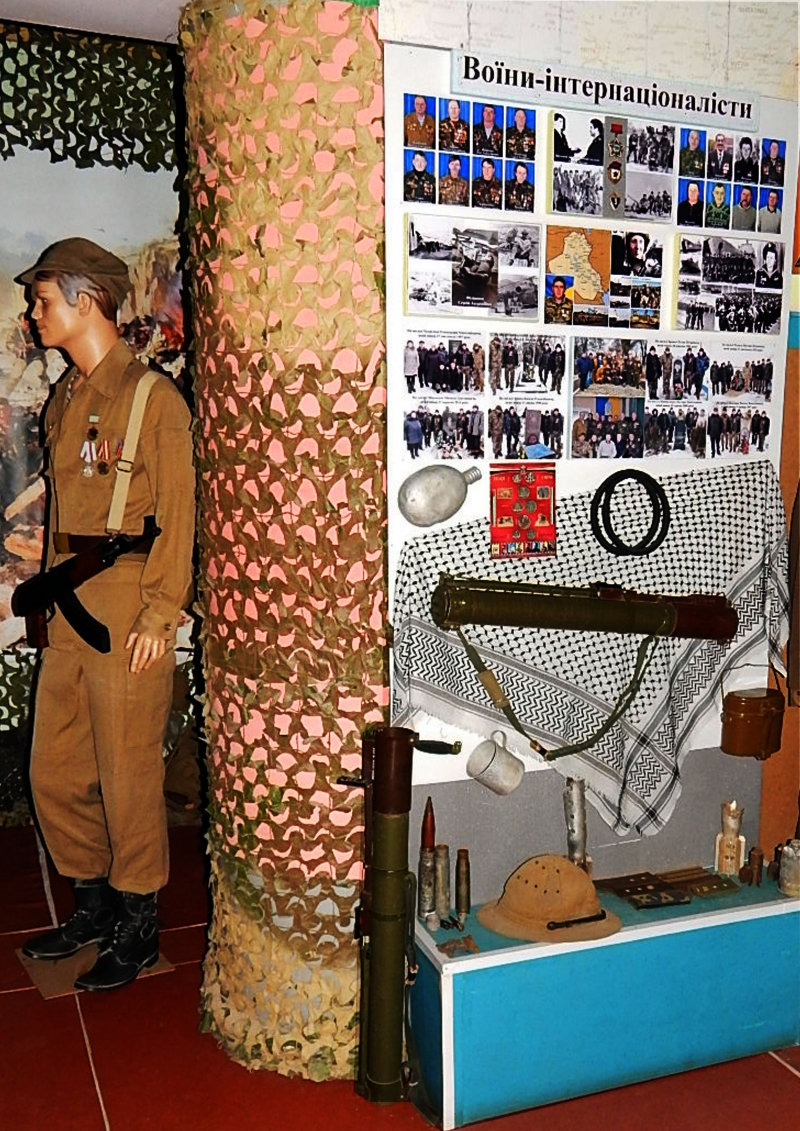

## Заходи музею
Серед заходів музею:
- відеолекторії з показами авторських документальних фільмів директора музею  Миколи Марченка для учнів закладів освіти - Великолепетиського опорного закладу ЗСО [22], Великолепетиського, Малолепетиського і Князегригорівського закладів ЗСО, Великолепетиського ПТУ №22[23], ліквідаторів аварії на ЧАЕС[20] тощо
- екскурсії в стінах музею
- виступи на радіо «ЛепетихаFM» директора музею Миколи Марченка М, ведення рубрики "Історичний календар" [23].

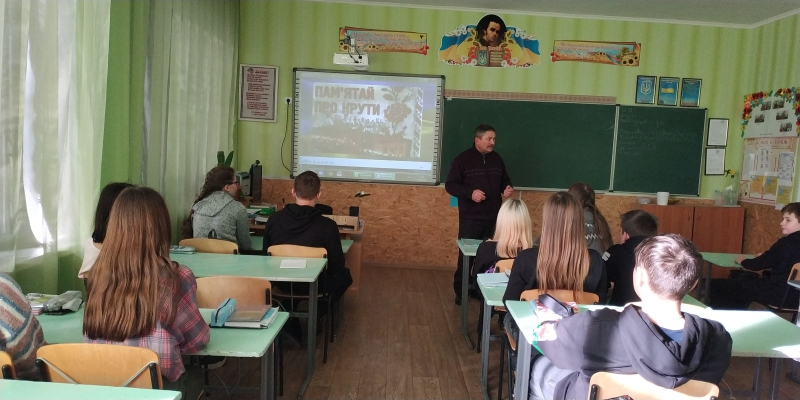
Лекція до Дня Пам'яті героїв Крут
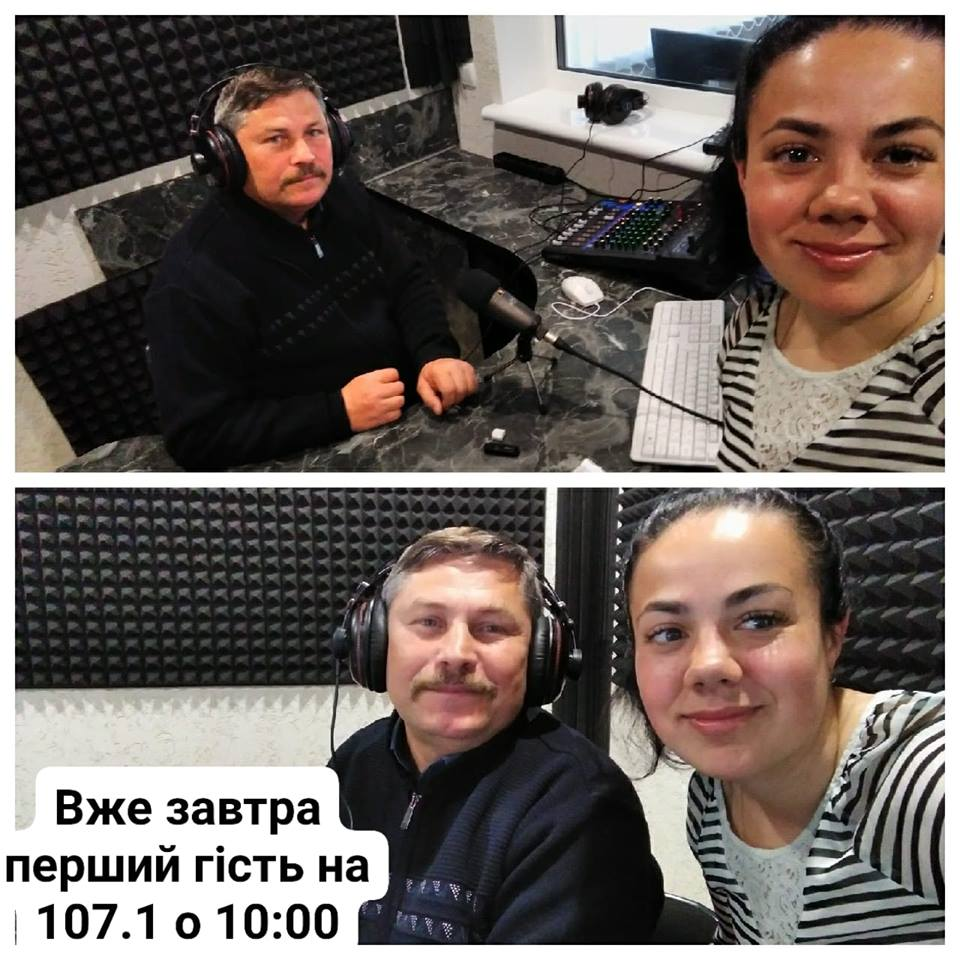
Виступ Миколи Марченка на радіо Лепетиха ФМ

## Відеолекторії музею
Відеолекторії передбачають демонстрацію авторських документальних фільмів директора музею  Миколи Марченка:
- «Пам’ятай про Крути»[22][24][25]
- "Голокост в долях членів українсько-єврейської родини" - про прояви Голокосту на Великолепетищині. Фільм розповідає про те, який відсоток становило єврейське населення на Великолепетищині до війни; про долю українсько-єврейської родини Кутіщевих; чому Гітлер і його поплічники прийняли рішення про поголовне винищення євреїв; хто, коли, і яку кількість євреїв знищив під час тимчасової окупації Великолепетищини[23]. Євреїв Великолепетищини знищували під час 3-х каральних акцій. Всього було знищено 33 євреї – переважно діти і жінки, та українка Наталія Павлова, яка добровільно розділила лиху долю свого чоловіка Бориса Животінського [26].
- "Голокост у Херсоні у 1941-1944 роках очима очевидця" - про прояви Голокосту у Херсоні і на Великолепетищині [27]
- "Великолепетиський партизанський загін А. Г. Резніченка"[28]
- "Великолепетиський внесок у велику Перемогу" - про те, що жителі Великолепетиського району Херсонської області воювали з перших днів Німецько-Радянської війні 1941-1945 років на всіх фронтах – від Чорного до Білого морів; про великолепетисьців, які звільняли рідні населені пункти під час ліквідації Нікопольського плацдарму, про збір цінних розвідувальних даних у Великій Лепетисі напередодні її звільнення колишніми колгоспниками колгоспу ім. Петровського Цікалом Пантилеєм Степановичем та Лисечком Федором Антоновичем[29] У фільмі згадується багато мешканців Великолепетиського району. Над фільмом працювали Микола Марченко, Світлана Марченко, Олена Шеховцова, Наталія Дмитренко, Єлизавета Продай і Віктора Дацько[29][30]
- "Чорнобильська катастрофа в долях жителів Лепетищини", героями якого стали 4 ліквідатори і 2 вдови ліквідаторів з Великої Лепетихи і Князе-Григорівки[20][31]. Фільм побудований на спогадах про те, як проводились основні роботи по ліквідації аварії; про умови, в який вона відбувалась: про смертність серед ліквідаторів; про наслідки Чорнобильської катастрофи [32]
- "День вшанування учасників бойових дій на території інших держав" — про участь більше 40 жителів Великолепетищини у війні в Афганістані. Тривалість фільму — 11 хвилин [33]